# Puchar Narodów Afryki 2015 (kwalifikacje)/Grupa B
W grupie B eliminacji Pucharu Narodów Afryki 2015 grały:
- Mali
- Algieria
- Etiopia
- Malawi

## Tabela
| Msc. | Zespół   | M | W | R | P | Br+ | Br- | +/- | Pkt |
| ---- | -------- | - | - | - | - | --- | --- | --- | --- |
| 1    | Algieria | 6 | 5 | 0 | 1 | 11  | 4   | +7  | 15  |
| 2    | Mali     | 6 | 3 | 0 | 3 | 8   | 6   | +2  | 9   |
| 3    | Malawi   | 6 | 2 | 1 | 3 | 5   | 9   | -4  | 7   |
| 4    | Etiopia  | 6 | 1 | 1 | 4 | 7   | 12  | -4  | 4   |

## Wyniki
| 6 września 2014 15:00 CET | Etiopia · Saladin 90+5' (k) | 1:2(0:1) | Algieria · 34' Soudani · 84' Brahimi | Addis Abeba Stadium, Addis Abeba |
|                           |                             |          |                                      |                                  |

| 7 września 2014 18:00* CET | Mali · Sako 52' · Diabaté 90+3' | 2:0(0:0) | Malawi | Stade 26 mars, Bamako |
|                            |                                 |          |        |                       |

- Mecz pierwotnie miał się odbyć 6 września 2014 o godzinie 19:00, ale został przełożony z powodu ulewnego deszczu.

| 10 września 2014 14:30 CET | Malawi · Nyondo 16', 66' · Banda 63' | 3:2(1:1) | Etiopia · 43' Kebede · 90+2' Saleh | Kamuzu Stadium, Blantyre |
|                            |                                      |          |                                    |                          |

| 10 września 2014 21:30 CET | Algieria · Medjani 83' | 1:0(0:0) | Mali | Stade Mustapha Tchaker, Al-Bulajda |
|                            |                        |          |      |                                    |

| 11 października 2014 14:30 CET | Malawi | 0:2(0:1) | Algieria · 11' Halliche · 90+3' Mesbah | Kamuzu Stadium, Blantyre |
|                                |        |          |                                        |                          |

| 11 października 2014 15:00 CET | Etiopia | 0:2(0:1) | Mali · 33' Diaby · 60' Yatabaré | Addis Abeba Stadium, Addis Abeba |
|                                |         |          |                                 |                                  |

| 15 października 2014 20:00 CET | Mali · Sako 31' · Yatabaré 68' | 2:3(1:2) | Etiopia · 36' Oukri · 45+5' Kebede · 90+1' Butako | Stade 26 mars, Bamako |
|                                |                                |          |                                                   |                       |

| 15 października 2014 21:30 CET | Algieria · Brahimi 2' · Mahrez 45+1' · Slimani 56' | 3:0(2:0) | Malawi | Stade Mustapha Tchaker, Al-Bulajda |
|                                |                                                    |          |        |                                    |

| 15 listopada 2014 13:30 CET | Malawi · Ng’ambi 65' · Kanyenda 86' | 2:0(0:0) | Mali | Kamuzu Stadium, Blantyre |
|                             |                                     |          |      |                          |

| 15 listopada 2014 20:30 CET | Algieria · Feghouli 32' · Mahrez 40' · Brahimi 45+2' | 3:1(3:1) | Etiopia · Oumed 21' | Stade Mustapha Tchaker, Blida |
|                             |                                                      |          |                     |                               |

| 19 listopada 2014 17:00 CET | Mali · Keita 29' · Yatabaré 52' | 2:0(1:0) | Algieria | Stade 26 mars, Bamako |
|                             |                                 |          |          |                       |

| 19 listopada 2014 17:00 CET | Etiopia | 0:0(0:0) | Malawi | Addis Abeba Stadium, Addis Abeba |
|                             |         |          |        |                                  |